# Felddienstzeichen 1840
Das Felddienstzeichen 1840 wurde am 14. Juni 1840 durch Großherzog Ludwig II. von Hessen und bei Rhein am Geburtstag seines Vaters gestiftet und konnte allen Soldaten, die bei den großherzoglich-hessischen Truppen dienten oder gedient hatten – unabhängig davon, ob sie Kombattanten oder Nichtkombattanten in einem Feldzug zwischen 1780 und 1866 gewesen waren – verliehen werden. Von 1840 bis 1866 wurden 30.287 Stück ausgegeben.

Hessen Felddienstzeichen 1840 (OEK933 Band#222)

Die Auszeichnung ist eine aus Bronze hessischer oder erbeuteter Geschütze gefertigte runde Medaille mit Rand. Auf der Vorderseite befindet sich ein unten mit einer Doppelschleife gebundener Kranz, der rechts aus Eichen- und links aus Lorbeerblättern gebildet wird. In der Mitte der geschwungene Buchstabe L (Ludwig), darüber eine stilisierte Krone. Darunter steht in zwei Zeilen GESTIFTET AM /14 JUNI 1840. Auf der Rückseite ebenfalls der Eichen-/Lorbeerkranz und zentriert die vierzeilige Inschrift FÜR / TREUEN / DIENST / IM / KRIEGE.
Gestaltet wurde das Felddienstzeichen vom Darmstädter Medailleur Christian Schnitzspahn.
Getragen wurde die Auszeichnung an einem 38 mm breiten roten Band mit 3 mm breiten weißen Seiten- und 2 mm breiten roten Randstreifen auf der linken Brustseite.
Nach der Niederlage des Großherzogtums Hessen im Krieg des deutschen Bundes gegen Preußen 1866 durfte dieses Zeichen nicht mehr verliehen werden. Im Deutsch-Französischen Krieg 1870/71 stiftete Großherzog Ludwig III. dann das Hessische Militär-Verdienstkreuz.